# Blacus constrictus
Blacus constrictus är en stekelart som beskrevs av Van Achterberg 1976. Blacus constrictus ingår i släktet Blacus, och familjen bracksteklar. Inga underarter finns listade.